# تيز أباد (توجردي)
تیز أباد (بالفارسية: تیزآباد) هي منطقة سكنية تقع في إيران في قسم توجردي الريفي. يقدر عدد سكانها بـ 21 نسمة .